# Eden (album Sarah Brightman)
Eden è il sesto album in studio della cantante britannica Sarah Brightman, pubblicato nel 1998.

## Tracce
1. In Paradisum (Sarah Brightman, Frank Peterson, tradizionale) – 3:12
2. Eden (Alex Callier) – 3:59
3. So Many Things (Peterson, tradizionale) – 2:58
4. Anytime, Anywhere (Brightman, Peterson, Michael Soltau) – 3:20
5. Baïlèro (Peterson, tradizionale) – 3:13
6. Dust in the Wind (Kerry Livgren) – 3:42
7. Il Mio Cuore Va (James Horner) – 4:28
8. Deliver Me (Helena Marsh, Jon Marsh) – 4:00
9. Un Jour Il Viendra (Gabriel Yared) – 3:40
10. Nella Fantasia (Ennio Morricone, Brightman) – 3:38
11. Tú (José María Cano) – 4:09
12. Lascia Ch'io Pianga (George Frederick Handel) – 3:30
13. Only an Ocean Away (Don Black) – 4:55
14. Scène D'Amour (Francis Lai) – 3:19
15. Nessun Dorma (Peterson, Giacomo Puccini) – 3:06